# هراچ کاراپتیان
هراچ کاراپتیان (ارمنی: Հրաչ Քարապետյան؛ انگلیسی: Hrach Karapetian؛ زاده ۲۳ ژوئن ۱۹۴۳ – درگذشته ۱۳ دسامبر ۲۰۰۶)، وی نگارگر، مینیاتوریست و نقاش ارمنی‌تبار اهل ایران بود.

## زندگی‌نامه
هراچ کاراپتیان در ۲۳ ژوئن ۱۹۴۳ (۱ تیر ۱۳۲۲) تهران به دنیا آمد. وی تحصیلات خود را در انگلستان به پایان رساند. او ابتدا دانشجوی رشتهٔ معماری بود اما پس از مدتی به گرافیک و نقاشی روی آورد.
آثار کاراپتیان مبتنی بر موضوعات فلسفی و مذهبی و در سبک سورئال است. وی با استفاده از تکنیک‌های آبرنگ، رنگ روغن، اکریلیک، گواش و تلفیق فرم‌های شرقی با فنون غربی، دست به خلق آثاری ارزشمند زده‌است. تابلوهای کاراپتیان در دهه‌های چهل و پنجاه میلادی موفق به کسب جوایز بسیاری شد. آثار وی در مجموعه‌های شخصی، موزهٔ هنرهای معاصر ایران و موزهٔ ارمنستان نگهداری می‌شود. آخرین نمایشگاه وی در «باشگاه ارمنی‌ها» در ۱۹۹۵ (۱۳۷۴) خورشیدی برگزار شد. آثار وی در موزه هنرهای معاصر تهران، گالری سیحون، «گالری شیخ» و «باشگاه آرارات» به نمایش گذارده شده‌است.

## درگذشت
کاراپتیان در ۱۳ دسامبر ۲۰۰۶ (۲۲ آذر ۱۳۸۵) در سن ۶۳ سالگی در ایالت میشیگان درگذشت.

## جستارهای وابسته

دو نمونه از آثار هراچ کاراپتیان